# Velociraptor
Velociraptor is een geslacht van uitgestorven vleesetende theropode dinosauriërs, behorend tot de groep van de Maniraptora, dat tijdens het Laat-Krijt, ongeveer 75 miljoen jaar geleden, leefde in het gebied van het huidige Mongolië.
Het eerste fossiel van Velociraptor werd in 1923 ontdekt. In 1924 kreeg het geslacht zijn naam die 'snelle rover' betekent. Toen werd de typesoort Velociraptor mongoliensis benoemd. In 2008 werd een tweede soort beschreven: V. osmolskae. Er is een dozijn exemplaren van Velociraptor opgegraven waaronder vrij complete zodat de wetenschappers een goed beeld kregen van hoe het dier eruitzag.
Velociraptor was een klein roofdier, ongeveer zo groot als een kalkoen. Hij liep op zijn achterpoten, was warmbloedig en bevederd en had een soort vleugels. Anders dan de meeste vogels had hij tanden in zijn bek en een lange staart. Aan zijn voet droeg hij een vergrote opstaande sikkelvormige klauw, waarmee hij een dodelijke steek kon toebrengen aan prooien die zwaarder waren dan hijzelf, zoals Protoceratops. Een van de beroemdste fossielen ter wereld bestaat uit een velociraptor en een protoceratops die al vechtend door zand bedolven en gefossiliseerd zijn.
Dat Velociraptor op een vogel leek, wordt verklaard door het feit dat hij tot de Dromaeosauridae behoorde, een groep bevederde dinosauriërs die nauw aan de vogels verwant was en vermoedelijk afstamde van een vliegende voorouder. Volgens sommige wetenschappers waren de dromaeosauriden zelfs echte vogels, die het vermogen tot vliegen weer grotendeels waren kwijtgeraakt. Een volwassen velociraptor was veel te zwaar om te kunnen vliegen, maar misschien konden de jongen vanaf een tak een glijvlucht uitvoeren.

## Ontdekking en naamgeving

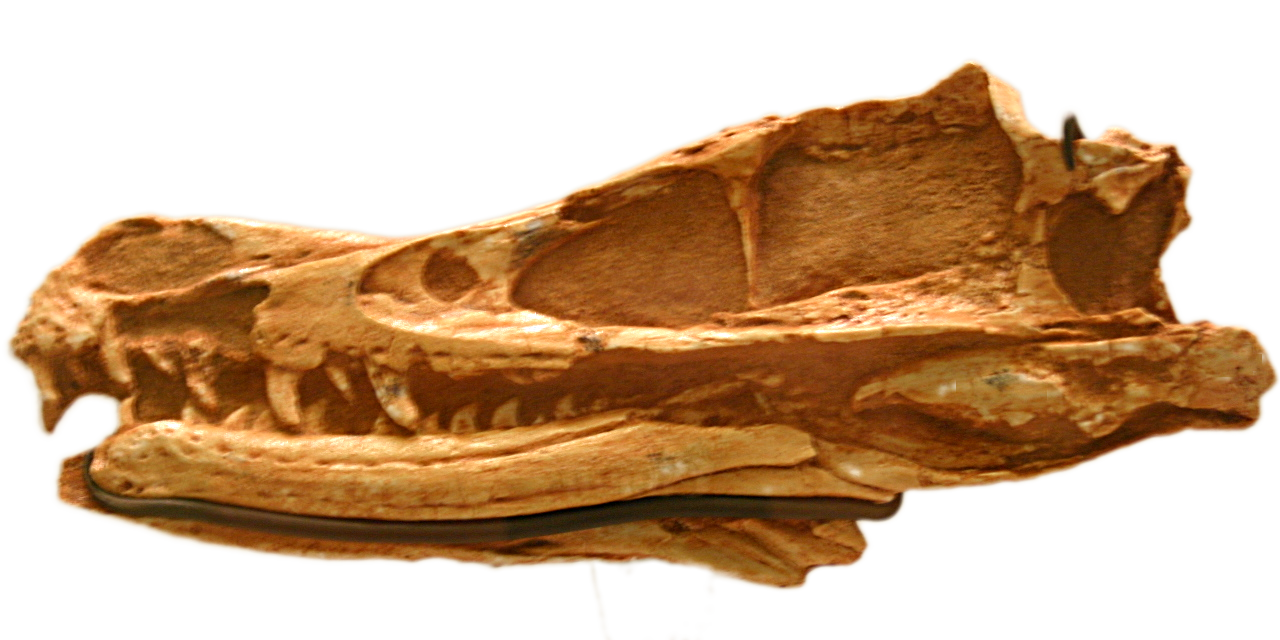
Het holotype AMNH 6515

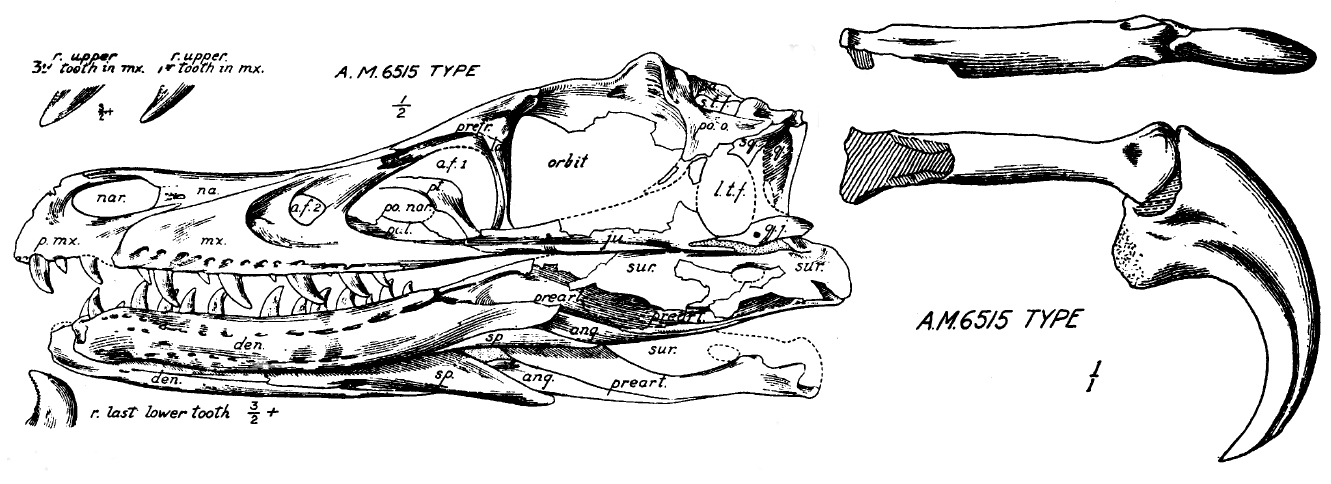
De oorspronkelijke tekening van het holotype

De eerste fossielen van het geslacht werden opgegraven tijdens een expeditie onder leiding van Roy Chapman Andrews die het American Museum of Natural History naar de Gobiwoestijn uitgezonden had. Ze werden op 11 augustus 1923 ontdekt door Peter Kaisen bij Chabarach Oesoe, in lagen van de Djadochtaformatie van Mongolië, die dateren uit het Campanien en tussen de 75 en 71 miljoen jaar oud zijn. Het ging om een schedel en een klauw die het inventarisnummer AMNH 6515 kregen. In 1924 werden die beschreven door de directeur van het museum Henry Fairfield Osborn, en gebruikt als holotype om een nieuwe soort mee te benoemen: Velociraptor mongoliensis. De geslachtsnaam Velociraptor is afkomstig uit het Latijn en betekent 'snelle' (velox) 'rover' (raptor); de soortaanduiding verwijst naar de herkomst uit Mongolië. Eerder had Osborn de soort "Ovoraptor djadochtari" willen noemen — en die naam al gebruikt in een populair-wetenschappelijk artikel — maar daarvan afgezien. Een tweede exemplaar dat Osborn gebruikte voor de beschrijving, een zogenaamd paratype, was AMNH 6518, een gedeeltelijk skelet, waarvan alleen een stuk bovenkaak, een hand en een voet over was. Velociraptor is het tweede lid van de Dromaeosauridae dat beschreven werd, twee jaar na Dromaeosaurus zelf, maar dat werd indertijd niet onderkend.
In de tijd van Osborn werd niet begrepen dat Velociraptor nogal afweek van andere roofsauriërs. Men zag de soort als niet fundamenteel verschillend van de overige kleine theropoden en dacht dat hij koudbloedig was en geschubd. Het dier kreeg dan ook niet veel aandacht. Dat begon te veranderen toen John Ostrom in 1969 van de verwant Deinonychus aantoonde dat het een actieve warmbloedige vorm was die een vervaarlijke sikkelklauw aan de voet droeg. In de jaren daarna lieten nieuwe vondsten zien dat ook Velociraptor met zo'n wapen uitgerust was. Tegelijkertijd werd het duidelijk dat het dier zeer nauw aan de vogels verwant was. Velociraptor kwam zo in het centrum van de paleontologische belangstelling te staan. De behoefte aan aanvullende informatie over het fascinerende schepsel werd bevredigd door een aanhoudende reeks ontdekkingen uit de rijke fossielhoudende lagen van de Gobi.
Tijdens de Koude Oorlog behoorde Mongolië tot het communistische blok en paleontologen uit Polen en de Sovjet-Unie wisten in deze periode nieuwe en veel completere exemplaren te vinden; in totaal zijn er nu een dozijn bekend. De eerste vondst was specimen ZPAL MgD-I/97, een gedeeltelijk skelet dat in de jaren zestig door Pools-Mongoolse expeditie opgegraven werd in de Barun Goyot-formatie die jonger is dan de Djodochtaformatie. Het is daarom niet helemaal zeker of het wel een fossiel van Velociraptor betreft. Dezelfde formatie heeft nog een aantal skeletten opgeleverd maar die zijn nog niet beschreven. Nog talrijker waren echter de vondsten uit de oorspronkelijke Djadochta. In 1971 werd specimen IGM 100/25 ontdekt dat bijzonder volledig is. In de jaren zeventig werd ook IGM 100/24, een gave schedel, geborgen. Een Sovjetteam groef PIN 3143/8 op, een fragmentarische schedel, en een Japans team in de jaren negentig IGM 100/2000, het skelet van een jong dier.

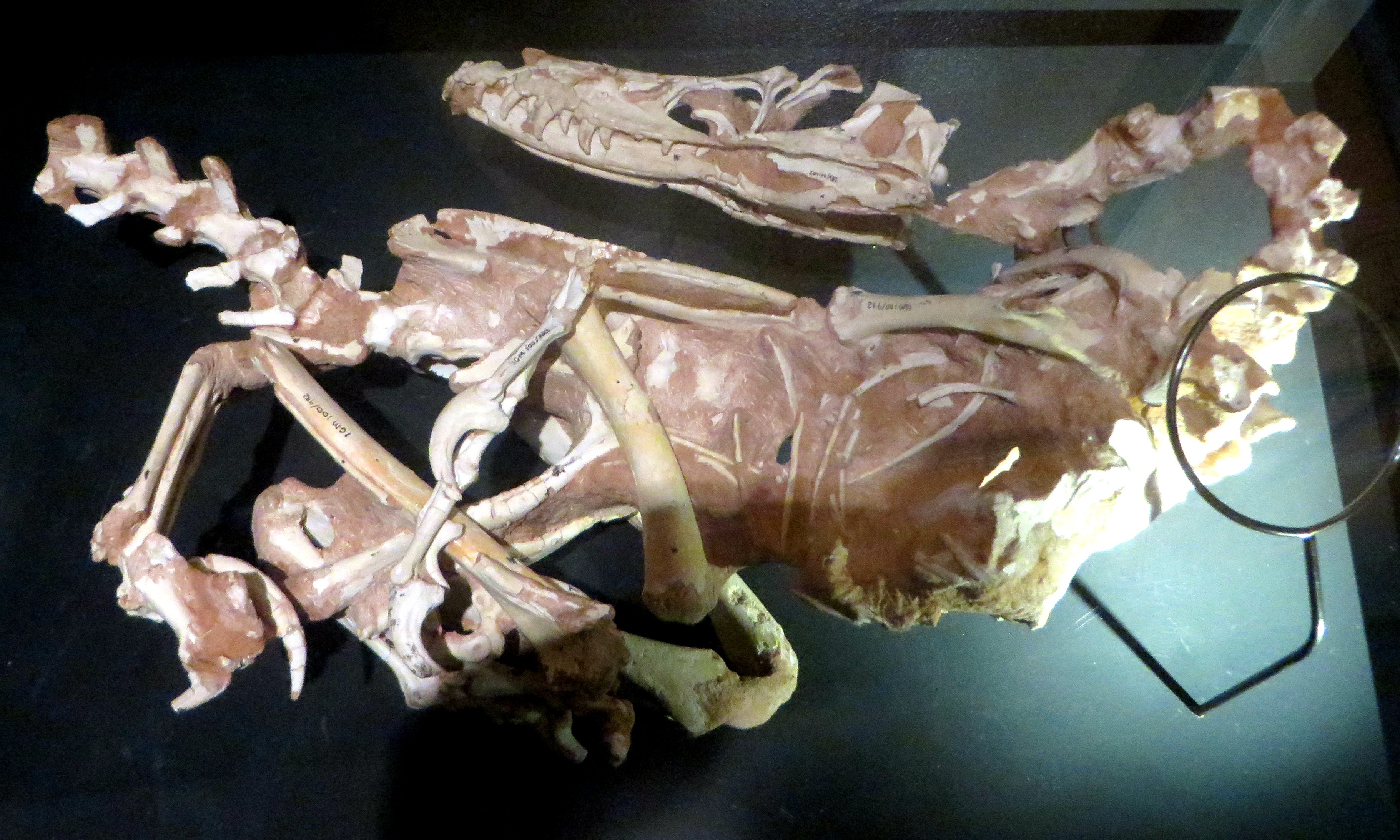
Specimen IGM 100/982

Vanaf het begin van de jaren negentig werden ook weer teams uit de Verenigde Staten en Canada in het gebied actief, wat leidde tot een nieuwe golf van vondsten. In 1991 werd specimen IGM 100/976 ontdekt, een gedeeltelijk skelet. Het jaar 1993 zag de ontdekking van IGM 100/985, een vrij compleet skelet van een onvolwassen dier en IGM 100/986, een groter exemplaar. IGM 100/982, een gedeeltelijk skelet van een volwassen dier, werd opgegraven in 1995. In 2002 werd IGM 100/200 gemeld, een schedel, en in 2004 IGM 100/54, een skelet zonder schedel. Naast de botten zijn er in de verschillende formaties ook veel losse tanden gevonden die aan Velociraptor toegeschreven zijn, hoewel het soms moeilijk is die van andere dromaeosauriden te onderscheiden.
Sinds eind jaren negentig is de soort in verschillende studies meer in detail beschreven, vooral wat de schedel betreft.
In 2008 werd een tweede soort benoemd door Pascal Godefroit: Velociraptor osmolskae, op grond van holotype IMM 99NM-BYM-3/3, een paar stukken schedel die in 1999 in de Volksrepubliek China, in Binnen-Mongolië, waren gevonden in lagen uit het Laat-Campanien van de Bayan Mandahoe-formatie door een Belgisch-Chinese expeditie. De soortaanduiding eert de Poolse paleontologe Halszka Osmólska. Naast het holotype zijn al in 1993 ook wat skeletten van jonge dieren uit deze formatie gemeld die echter nog niet beschreven zijn.
In de literatuur kan men nog twee andere soortnamen vinden. Gregory S. Paul meende dat verwante soorten, die onder andere namen waren benoemd, bij het geslacht Velociraptor moesten worden ondergebracht. Dat leverde in 1988 een Velociraptor antirrhopus (= Deinonychus) en in 2010 een Velociraptor mangas (= Tsaagan) op. Die namen worden echter niet door andere paleontologen gebruikt; de eerste tegenwoordig ook niet meer door Paul zelf.

## Beschrijving

### Algemene bouw, grootte en onderscheidende kenmerken

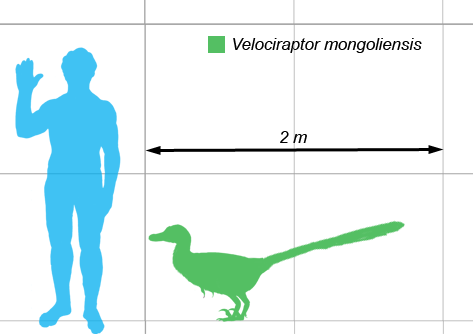
Een groottevergelijking met een mens

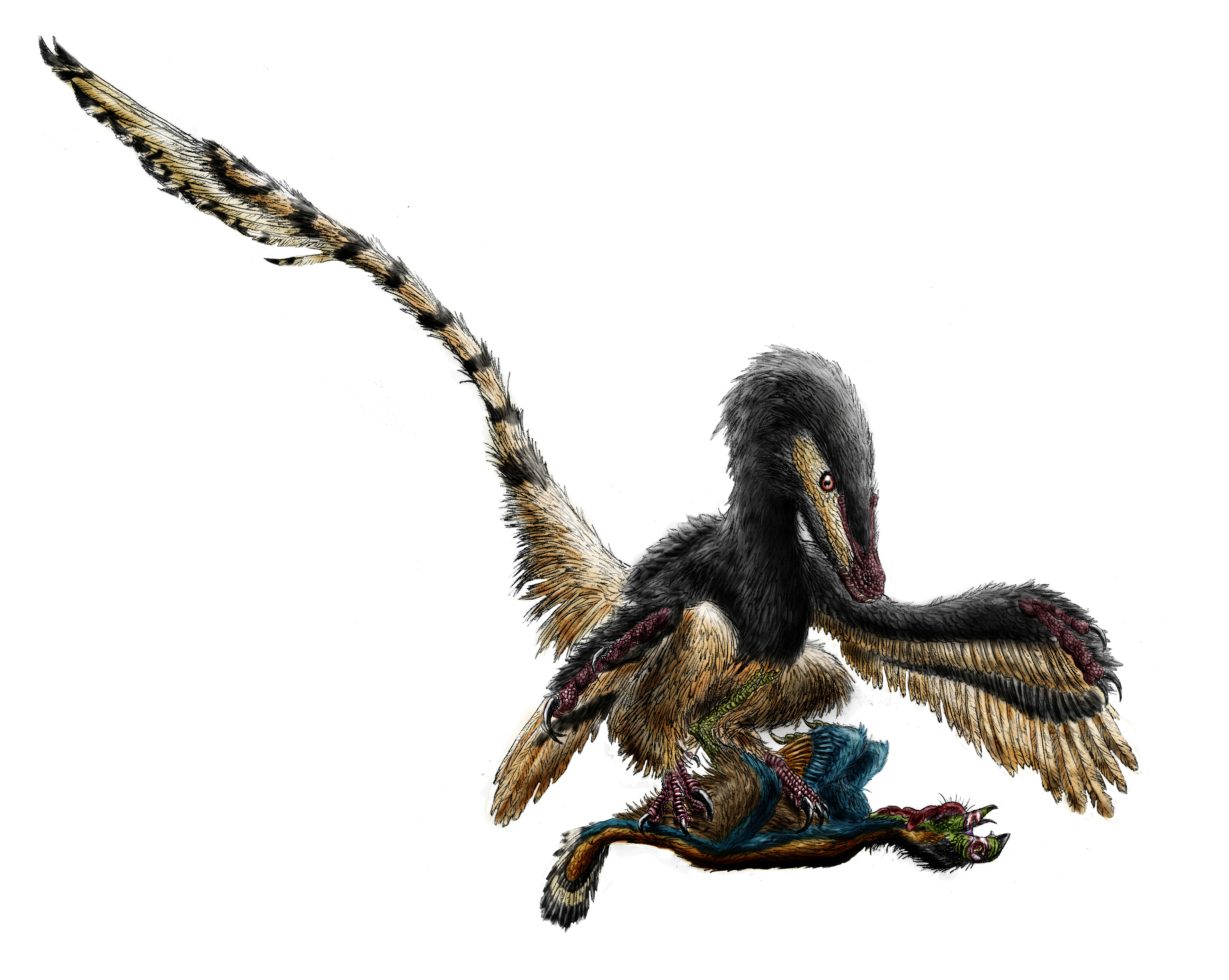

Velociraptor is een kleine tweevoetige vleeseter. De grootste skeletten hebben een lengte tot 207 centimeter, met een heuphoogte van een halve meter en een massa van zo'n vijftien kilogram. Fragmenten wijzen op individuen van tweeënhalve meter lang en vijfentwintig kilogram zwaar. Op de onderarm van specimen IGM 100/981 zijn aanhechtingspunten, papillae ulnares, voor veertien slagpennen gevonden. Velociraptor was dus niet alleen warmbloedig en voorzien van een verenkleed om warm te blijven, hij had echte vleugels, zij het dat die te klein waren om mee te vliegen. Ze werden vermoedelijk door de volwassen exemplaren gebruikt om mee te pronken; mogelijk konden jonge dieren er een glijvlucht mee uitvoeren.
Velociraptor behoort tot de Deinonychosauria en deelt de vogelachtige kenmerken van die groep: behalve de slagpennen een groot gekield borstbeen, opklapbare lange armen met grote drievingerige handen, een horizontaler schouderblad, ribuitsteeksels (processus uncinati) om luchtzakken aan te drijven die steeds in één richting verse lucht door de longen bliezen en een naar achteren stekend schaambeen.
Hoewel het skelet van de soort V. mongoliensis nu erg goed bekend is, bleek het toch lastig om kenmerken te vinden waarin deze zich onderscheidt van verwante soorten, zogenaamde autapomorfieën. Osborn gaf wel een diagnose, lijst onderscheidende kenmerken, maar die is naar huidige inzichten totaal verouderd en bestond slechts uit eigenschappen die alle dromaeosauriden of zelfs theropoden in het algemeen bezitten. Osmólska wist in 2004 maar drie autapomorfieën te ontdekken: het holle profiel van de lange kop, een uitzonderlijk lang en dun achterste uitsteeksel van de praemaxilla dat onder het neusbeen doorloopt en de aanwezigheid van drie kleine openingen rond het middenoor, de recessus tympanici.
In 2012 stelde Alan Turner dat het holle profiel maar een illusie was, veroorzaakt doordat bij het fossiel meestal de smallere achterkant van de neusbeenderen verder ingedrukt wordt dan de brede voorkant. De andere twee kenmerken bleken achteraf ook bij verwanten voor te komen. Hij gaf echter een vervangende lijst van autapomorfieën. De zijwand van de hersenpan toont een uitzonderlijk diepe uitholling, de recessus prooticus. Het vorkbeen is V-vormig en heeft een gereduceerd hypocleidium, voorste punt, dat asymmetrisch uitgegroeid is. Het schaambeen heeft op de bovenste voorkant een richel voor de aanhechting van een spier, de musculus ambiens. Het zitbeen heeft op de bovenste voorrand een goed ontwikkelde bult.
Daarnaast stelde Turner een lijst vast van kenmerken die op zich niet uniek waren maar wel in combinatie. Die kon hij eenvoudig nagaan omdat hij in zijn studie van 2012 alle kenmerken van alle bekende dromaeosauriden geturfd had om hun verwantschappen te bepalen. Het bovenste slaapvenster is rond, omgeven door een ronde uitholling die aan de buitenzijde weer omzoomd wordt door een richel die zijwaarts bol loopt. Het voorhoofdsbeen is lang, viermaal langer dan de breedte gemeten bij de oogkas. De voorste rand van de grote schedelopening vóór de oogkas, de fenestra antorbitalis, is breed afgerond. De kleinere opening daar weer voor, de fenestra maxillaris, ligt niet in een uitholling die naar achteren open is. De eerste en tweede premaxillaire tanden zijn groter dan de derde en vierde. De praemaxilla heeft een lange onderste tak die tot ver achter het neusgat doorloopt. Het voorste deel van de onderkaak, het dentarium, is zeer laag, met een hoogte die maar een zevende of achtste van de lengte bedraagt. De onderrand van dit dentarium is licht bol in zijaanzicht in plaats van recht. Het zitbeen heeft een afgeronde lengterichel.

### Skelet

#### Schedel

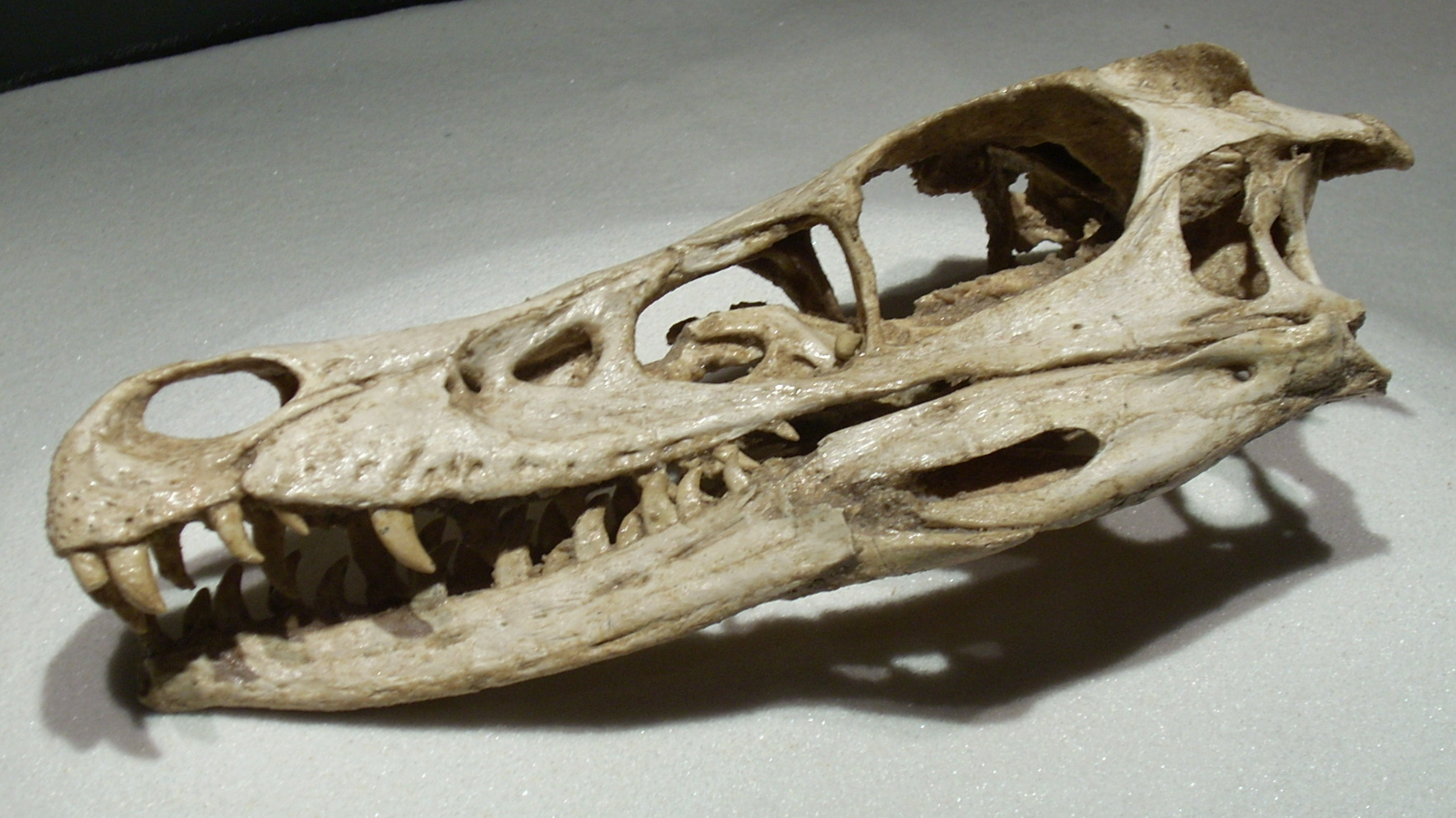
Een afgietsel van de schedel

De schedel, ongeveer vijfentwintig centimeter lang, is vrij langwerpig en zo afgeplat dat hij zelfs een beetje hol is aan de bovenkant; bij jonge dieren is dit kenmerk sterker ontwikkeld. De snuit is relatief lang zodat hij zestig procent van de schedellengte uitmaakt en erg smal, niet veel meer dan twee centimeter bij de meeste exemplaren. De achterkant van de schedel is drie maal zo breed met een vierkante doorsnede. De schedel wordt verlicht door vele openingen. Voor in de snuit is in een uitholling een grote ovale neusopening geplaatst. Verder naar achteren bevindt zich de grootste opening in de schedel, de fenestra antorbitalis die driehoekig is met een afgeronde voorkant en wordt omgeven door een lage lange uitholling die de helft van de snuitlengte beslaat. Tussen dit fenestra en het neusgat zit een kleinere opening, de fenestra maxillaris. Achter de fenestra antorbitalis ligt de vijfhoekige oogkas. Deze wordt gevolgd door de afgeronde slaapvensters, het bovenste, begrensd door een bolle bovenrand, en het langwerpige onderste. Dat de achterkant van de schedel zoveel breder is, draait de oogkassen wat naar voren zodat Velociraptor stereoscopisch zicht had met overlappende gezichtsvelden van beide ogen en diepte kon zien. Ook andere theropoden hebben vaak grote schedelopeningen; bij Velociraptor leiden die tot een uitzonderlijke grote beweeglijkheid van de schedeldelen onderling.

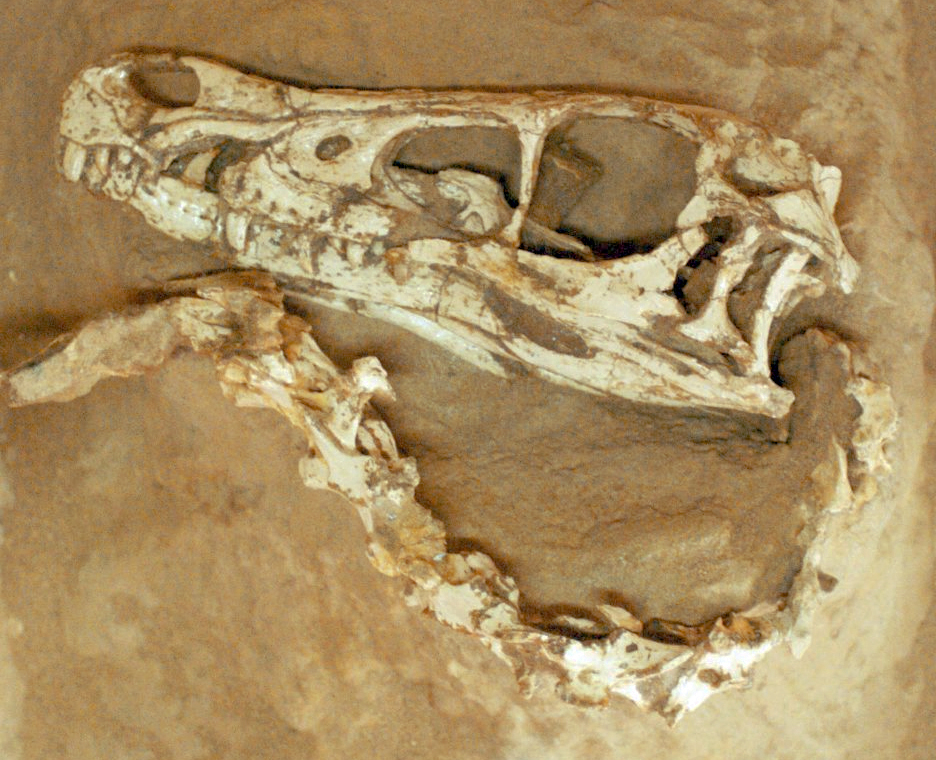
Replica van de schedel van IGM 100/25

In het voorste bot van de snuit, de praemaxilla, staan vier tanden. De snuitpunt loopt ongeveer verticaal en gaat in een grote boog over in het neusbeen. De bolling die zo ontstaat, geeft Velociraptor een soort wipneus en is gevuld door een fors afgerond neusgat. De onderste begrenzing daarvan wordt gevormd door de dunne achterste tak van de praemaxilla die een stuk achter het neusgat doorloopt, anders dan bij verwante soorten. Achter de praemaxilla ligt de maxilla die de vorm heeft van een lege driehoek. Het is het belangrijkste tanddragende bot in de bovenkaak en heeft negen tot elf tanden; het aantal kon per individu of diens leeftijd verschillen. Omdat iedere schedelhelft zijn eigen maxilla heeft, bedraagt het totaal aan tanden in de bovenkaken van één schedel zesentwintig tot dertig. Boven de maxillae lopen de smalle neusbeenderen ver naar achter door totdat ze de voorhoofdsbeenderen raken. De neusbeenderen zijn niet onderling vergroeid en hebben een hol bovenprofiel. Achteraan raken ze in een losse verbinding de voorhoofdsbeenderen die tussen de ogen het schedeldak vormen. Die zijn aan hun achterkant stevig vergroeid met de wandbeenderen die aan de achterkant van het schedeldak liggen. Deze zijn smaller omdat dat dak links en rechts vernauwd wordt door de grote ronde bovenste slaapvensters. Die moeten Velociraptor een aanzienlijke bijtkracht gegeven hebben want ze behuisden de bovenkant van de belangrijkste sluitspieren die door de schedel heen naar de onderkaken liepen. De voorhoofdsbeenderen en wandbeenderen glooien af naar deze gaten en moeten bedekt zijn geweest met de aanhechtende kapsels van de spieren. Een hoge opstaande richel tussen beide wandbeenderen verschaft een extra aanhechtingsvlak. Achteraan de schedel buigen de wandbeenderen omhoog in een hoge dwarsrichel waaraan de nekspieren vastzaten; dat is meteen het overgangspunt naar het achterhoofd.

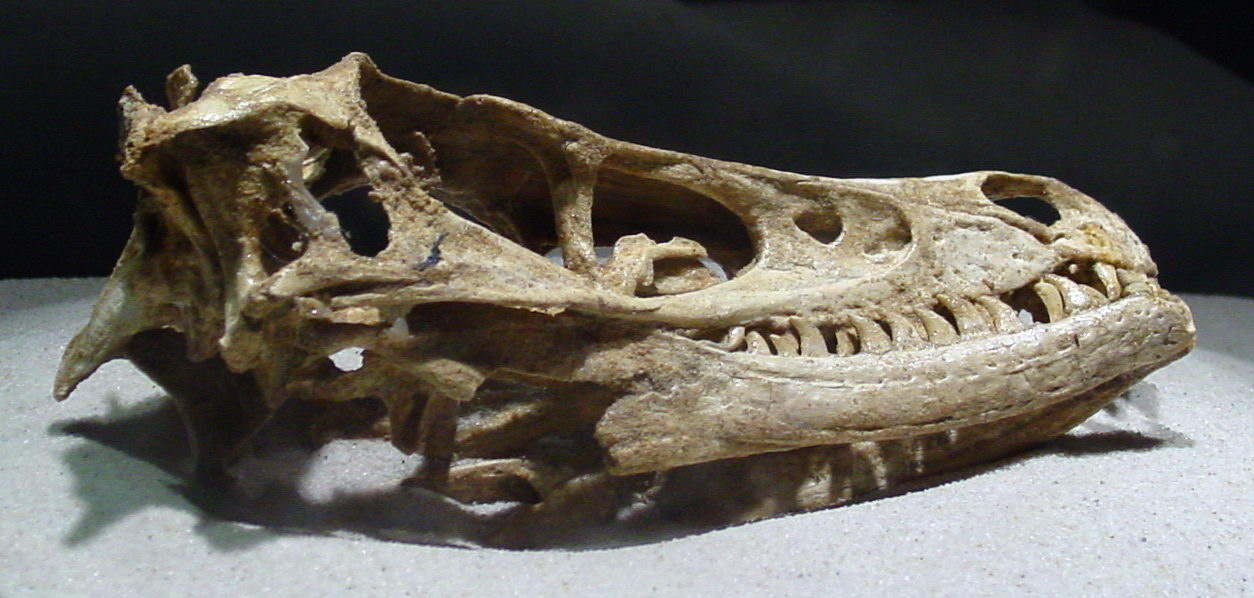
Een authentieke schedel; achteraan ziet men de punt van de linkse processus paroccipitalis

Schuin vooraan raakt het voorhoofdsbeen het uitzonderlijk ver naar voren doorlopende traanbeen dat bovenop een voortzetting vormt van het schedeldak en dat voor het oog laat uitspringen in een horizontaal driehoekig hoorntje. Bij het levende dier was dat vermoedelijk verder vergroot door een hoornschacht en wellicht fel gekleurd om een dreigend signaal te geven aan soortgenoten. Het traanbeen, dat ten dele gepneumatiseerd is, met een luchtholte van binnen, heeft een neergaande tak die gebogen is met de holle zijde naar voren en de afscheiding vormt tussen de fenestra antorbitalis en de oogkas. Tussen het traanbeen en het voorhoofdsbeen ontbreekt een prefrontale; misschien was dit bot geheel afwezig maar het kan ook met het traanbeen versmolten zijn. Achteraan heeft het voorhoofdsbeen zelf een neergaande tak die contact maakt met het bot dat de achterkant van de oogkas vormt, het postorbitale. Dit bot is driestralig: het heeft ook een neergaande tak naar het jukbeen en een achterste tak naar het squamosum die wat schuin naar opzij steekt om ruimte te scheppen voor het brede bovenste slaapvenster. Het jukbeen is forsgebouwd en vormt een brede beenlaag tussen de onderkant van de oogkas en de kaakrand; bij sommige exemplaren maakt het ook een belangrijk deel van de achterrand van de oogkas uit. Naar voren reikt het tot aan de rand van de fenestra antorbitalis. Achteraan heeft het een wigvormige verbinding met het quadratojugale. Dit bot heeft de vorm van een omgekeerde T. De opgaande tak ervan vormt de achterrand van het onderste slaapvenster en de voorrand van een kleinere opening, het vergeleken met de verwanten vrij grote foramen paraquadraticum; bovenaan loopt hij uit in een scherpe punt die zich in de naad wringt tussen de twee botten die de achterrand van de zijkant van de schedel uitmaken: bovenaan het squamosum en onderaan het quadratum dat niet gepneumatiseerd is en een opvallende voorste richel bezit. Dit bot vormt het bovendeel van het kaakgewricht dat bij Velociraptor relatief hoog ligt.
De squamosa steken ver naar achteren en vormen uitspringende richels zodat het achterhoofd van bovenaf bezien V-vormig inspringt. De bovenkant van de schedelbasis vormt zo een hol vlak onder de rand van de wandbeenderen. In het diepste punt daarvan zit het ovale achterhoofdsgat of foramen magnum, de toegang tot de hersenpan. De bovenrand van dat gat wordt gevormd door een hol stuk bot in het midden, het supraoccipitale. Links en rechts bevinden zich twee zijdelingse holle segmenten, die bestaan uit de ossa exoccipitalia, ossa paroccipitalia en ossa opisthotica, botten die bij andere gewervelden meestal aparte beenderen vormen maar bij de Theropoda tot één geheel zijn samengesmolten. Dat geheel is aan de buitenrand hecht verbonden met de richel van het squamosum. Ieder segment heeft een schuin naar achteren en buiten gericht uitsteeksel, de processus paroccipitalis, dat een uitloper is van de horizontale zijrichel op het squamosum en een aanhechtingspunt vormt voor de zijdelingse spieren van de nek. In het holle vlak springt onder het achterhoofdsgat een uitstulping omhoog, de condylus occipitalis, die het contact maakt met de halswervels zodat de nekspieren over dit gewricht de kop kunnen bewegen. Deze knobbel is niet een apart bot maar een uitgroeisel van voornamelijk het basioccipitale; bij Velociraptor zijn overigens geen beennaden zichtbaar met voornoemde hogergelegen segmenten. Onderaan het basioccipitale hangen twee lobvormige uitsteeksels, waarvoor twee langere uitsteeksels geplaatst zijn van het daaronder liggende stuk bot, het basipterygoïde. Op dit punt gaat het achterhoofd over in de onderkant van de hersenpan. Omdat het brein van Velociraptor voor een dinosauriër uit het Mesozoïcum wel vrij groot is maar in absolute zin niet, is de hersenpan maar een klein element dat wat schuin aan de glooiende zijkanten van de wandbeenderen hangt en hoger is dan lang. Het heeft echter een zeer complexe structuur, omdat het een vergroeiing is van allerlei botjes die daarbij doorboord wordt door velerlei openingen voor de zenuwen, aderen en oren. De onderkant ervan wordt gevormd door het basisfenoïde, waarop van voren het parasfenoïde bevestigd is dat als een boeg uitsteekt; de voorste zijkanten door de laterosfenoïden die een contact hebben met de postorbitalia. Achter het laterosfenoïde bevindt zich een klein botje, het prooticum, waarin zich een ovale, horizontale opening bevindt voor het oor, de recessus tympanicus dorsalis; schuin daarachter en onder is op het raakvlak met het opisthoticum een tweede gelijksoortige opening gelegen, de recessus tympanicus caudalis. Dit betekent dat bij Velociraptor minstens twee van drie van zulke openingen die de vogels kenmerken aanwezig zijn, een aanwijzing voor de nauwe verwantschap met die groep. Onduidelijk is of een daarvoor gelegen opening de derde recessus tympanicus rostralis is of een toegang voor een zenuw. Doordat de hersenen vrij klein zijn is er geen groot turbinaal, een boekrolvormige structuur, in de neusholte aanwezig om ze te koelen, ondanks dat Velociraptor warmbloedig is. Moderne vogels hebben wel zo'n turbinaal.
De onderkant van de schedel is niet gesloten door een beenplaat maar grotendeels open. Door de openingen heen konden de sluitspieren tot aan of in de onderkaken reiken. Er waren ook in de weke delen gepaarde openingen naar de neusholten die van de mondholte gescheiden worden door een secundair verhemelte gevormd door interne opstaande zijvleugels van de maxillae. Smalle gepaarde vertakte botelementen verzorgen de verbinding tussen de zijranden van de schedel onderling en met de hersenpan. Die zijn bij Velociraptor bijzonder langgerekt doordat de schedel als geheel zo nauw is. Achteraan is dat het dunne pterygoïde dat aan de zijkant overloopt in een ectopterygoïde dat met een smal gebogen uitsteeksel aan het jukbeen verbonden is. Meer vooraan wordt die functie uitgevoerd door het vierstralige os palatinum of verhemeltebeen dat aangezien het secundair verhemelte sterk gewelfd is, ook aanzienlijke hoogteverschillen moet overbruggen. Het heeft twee achterste takken: een naar de basis van het traanbeen en een naar het pterygoïde waarvan de voorste uitloper echter langs die tak ver naar voren loopt naar het midden van het os palatinum. Het verhemeltebeen is midden vooraan verbonden met een onderliggend in de lengterichting van de schedel naar de maxilla lopend smalle maar hoge ploegvormige vomer. Aan de buitenzijde zit een lage tak naar de maxillawand en een hoge die de achterrand vormt van de choana, de toegang naar de neusholte.

#### Onderkaken
De onderkaak is vrij slank en buigt vooraan geleidelijk met de schedel mee naar boven. De achterkant is ongeveer tweemaal zo hoog als de voorkant. In het midden is de onderrand recht en de bovenrand hol, vooraan zijn beide randen bol. De onderkaak heeft een langwerpige opening in de buitenste zijkant over een zesde van de lengte. Omdat ook de schedel zo nauw is, liggen de takken van de mandibula, het geheel van beide onderkaken die osteologisch gezien aparte botten vertegenwoordigen, dicht bij elkaar. Vooraan buigen ze nauwelijks naar elkaar toe en er is geen echte vergroeiing of symfyse van beide takken.
De onderkaak bestaat uit zeven botten. Vooraan zijn dat aan de buitenkant het dentarium dat de tanden draagt en aan de binnenkant het verstevigende spleniale. Achteraan zijn dat het angulare, het surangulare, het coronoïde, dat als hefboom werkt bij het sluiten van de kaak, het prearticulare en het articulare dat samen met het quadratum van de schedel het kaakgewricht vormt. De onderkaak bezit nog een tweede gewricht: de voorkant en achterkant kunnen ten opzichte van elkaar iets bewegen. Door dit zijgewricht kan de zijwand iets naar buiten toe openklappen, wat bij het bijten de voorkant naar binnen trekt en zo de zaagwerking van de tanden vergroot. Doordat de onderkaken vooraan niet vergroeid zijn, maar door losse kapsels verbonden, kunnen de takken van de mandibula bij de beet een stompere hoek met elkaar maken. Dit mechanisme bezaten de meeste basale theropoden. Bij Velociraptor is de beweeglijkheid ervan tamelijk gering, doordat het spleniale aan de binnenkant van de onderkaak zich onderaan om het angulare wikkelt en vooraan een vrij groot raakvlak met het dentarium heeft wat voor- en achterkant toch nogal hecht verbindt.

#### Tanden

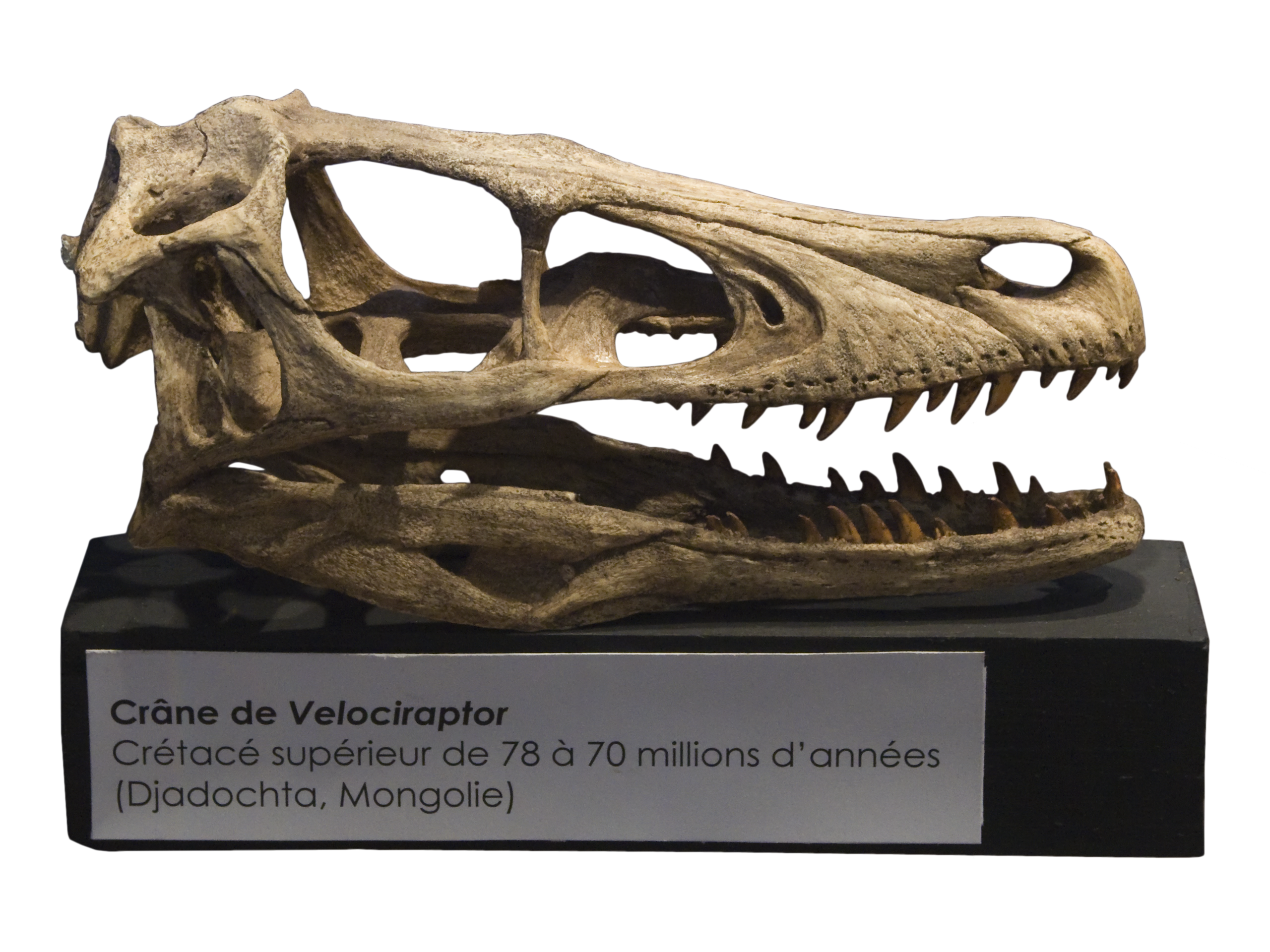
Model van de schedel dat de tanden goed laat zien

De tanden van Velociraptor zijn sterk aangepast aan zijn levenswijze als vleeseter. Ze hebben een spitse punt om het vlees te doorboren en zijn afgeplat en naar achteren gekromd om een snijdende beweging te kunnen maken als de kop achteruit getrokken wordt. Daartoe hebben voor- en achterkant ook snijranden, maar die vormen geen doorlopende scherpe richel om te voorkomen dat ze snel beschadigd zouden raken. Ze zijn voorzien van kleine kartelingen of vertandingen, die bovenop afgeplat zijn, waardoor het vlees uitgerekt wordt en blijft steken in de tussenliggende inkepingen, waarin zich wel een klein scherp snijrandje bevindt dat het weefsel doorsnijdt. De tanden worden continu vervangen als ze versleten zijn, wat het grote aantal losse fossiele tanden verklaart. Velociraptor heeft, zoals de meeste theropoden, geen speciale slagtanden of tanden om te knippen, scheuren of kauwen. Het vlees van de prooi werd losgesneden en meteen ingeslikt. Het gebit is dus in wezen heterodont: gelijkvormig door de rij van tanden heen. Wel zijn er kleine verschillen in grootte en vorm.
In de praemaxilla staan vier tanden die licht gekromd zijn. De eerste twee zijn duidelijk groter dan de derde en vierde tand. In de maxilla staan negen tot elf tanden die vrij slank zijn. Deze worden om en om gelijktijdig vervangen zodat steeds een grotere naast een pas gedeeltelijk uitgekomen tand staat; mede hierdoor zijn de tussenruimten vrij groot. De vertandingen zijn bij Velociraptor opvallend klein, die van de voorste snijrand met zeven per millimeter nog kleiner dan die van de achterste, waar al negen van zulke denticula per twee millimeter staan. De vertandingen van de voorrand zijn bij oudere tanden nabij de punt vaak weggesleten. De punt toont soms ook slijtvlakken. In de onderkaak staan veertien tot vijftien tanden, afhankelijk van het individu en de rijping. Omdat alle kaakelementen gepaard zijn, draagt de hele kop dus tweeënvijftig tot zestig tanden. De tanden hebben een lengte van tussen de negen en vijftien millimeter, met een gemiddelde van één centimeter. Heel diepe wonden konden er dus niet mee toegebracht worden. Aan de basis van de tandkroon zijn de tanden vijf millimeter breed in de lengterichting. Aan de achterkant van de tanden bevinden zich tussenin geen zichtbare interdentaalplaten, verstevigende beenstukken. Daar de binnenrand van de kaakrand even hoog is als de buitenrand, is het waarschijnlijk dat deze platen toch aanwezig zijn maar naadloos vergroeid.

#### Postcrania

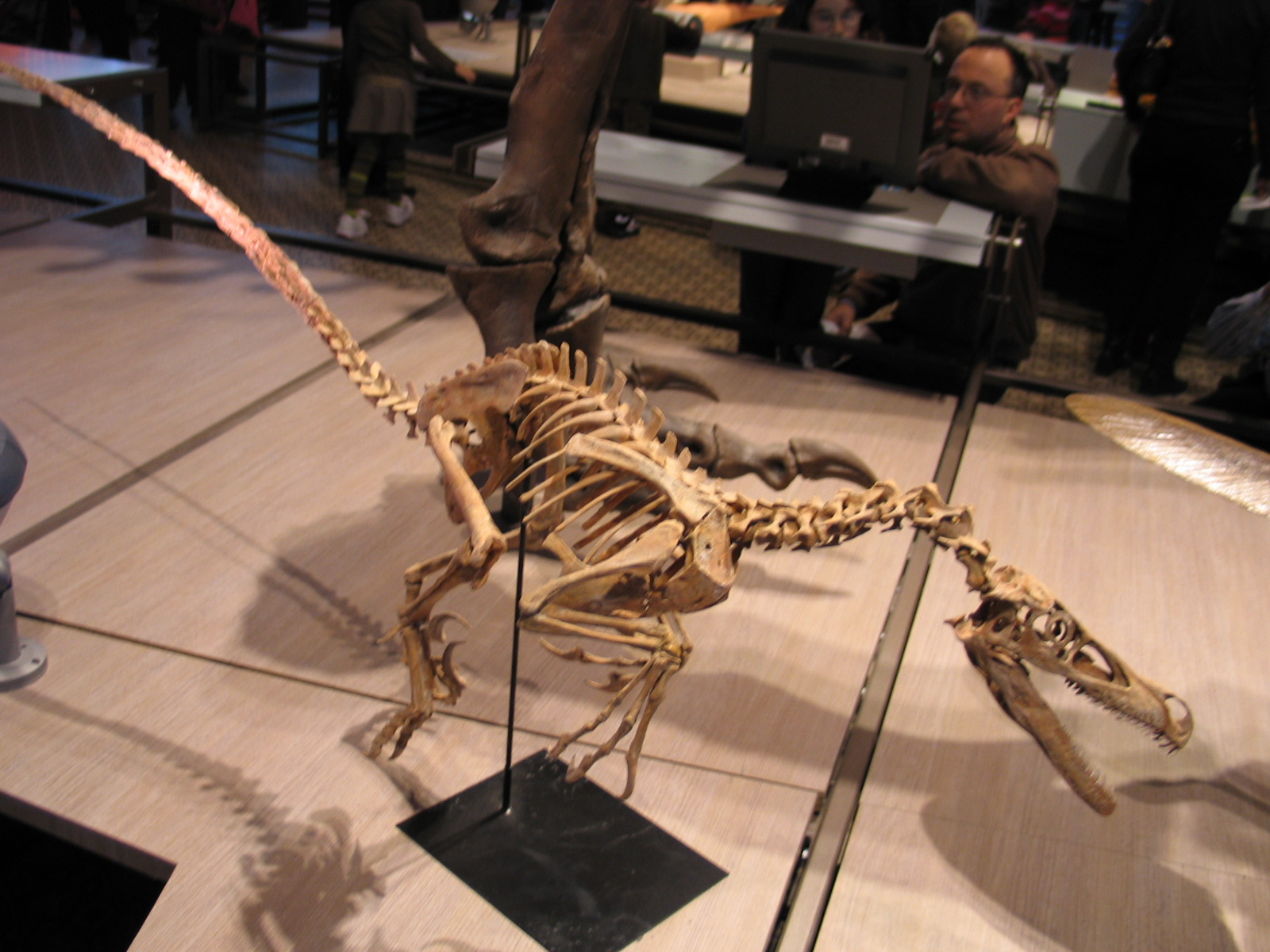
Een gereconstrueerd skelet van Velociraptor

##### Wervelkolom
In de wervelkolom zijn er negen halswervels, twaalf ruggenwervels, vijf tot zes sacrale wervels en drieënveertig staartwervels. De meeste wervels voor het bekken zijn gepneumatiseerd: doortrokken van luchtholten die in verbinding stonden met de luchtzakken van het ademhalingssysteem.
In de nek is zelfs de draaier gepneumatiseerd en heeft bovenop een langgerekt vrij slank doornuitsteeksel met een driehoekige doorsnede en een vooraan rechte bovenkant. De halswervels hebben geen al te hoge doornuitsteeksels, deze worden naar achteren toe ook lager. De nekribben zijn kort.
De romp is relatief kort. De ruggenwervels zijn kort en spoelvormig; vooral de achterste zijn erg breed. Hun doornuitsteeksels zijn matig lang; de achterste werveluitsteeksels hebben een onderliggend extra gewrichtsvlak, een duidelijk ontwikkelde hyposfeen. Bij oudere dieren vergroeit ook de achterste ruggenwervel met het bekken, zodat een synsacrum, een versmolten heiligbeen, van zes wervels ontstaat; bij sommige exemplaren is het echter juist de eerste staartwervel die vergroeit. Het synsacrum heeft aan de onderkant soms een ondiepe groeve. Bovenop vergroeien ook de doornuitsteeksels zodat een doorlopende plaat ontstaat. Deze verstevigingen konden de krachten van de sprong opvangen en laten zien dat Velociraptor een erg actief dier was. De lange staart, die zo'n zestig procent van de lichaamslengte uitmaakt, heeft een beweeglijke basis maar is in het midden, vanaf de tiende wervel, verstijfd door lange uitsteeksels aan de voor- en achterkant van de staartwervels, tot wel tien wervellengten lang, die het onmogelijk maakten dit orgaan sterk te buigen. Zo kon het gebruikt worden om abrupt van richting te veranderen of als stabilisator fungeren bij het bespringen van de prooi. Soms worden deze beendraden, die hele bundels vormden, 'verbeende pezen' genoemd maar dat waren het niet. Ook de onderkant van de staart was vanaf de elfde wervel verstijfd door bundels beendraden, in dit geval gevorkte uitgroeisels van de chevrons, normaliter V-vormige botjes die de staart ondersteunen. De stijfheid van de staart moet niet overdreven worden: specimen IGM 100/986 is bewaard gebleven met een staart die een S-curve maakt. De werveluitsteeksels konden wat langs elkaar heen schuiven en van de wervels afstaan om een zekere kromming mogelijk te maken; niet veel meer dan een millimeter dik konden ze ook zelf wat buigen. Achteraan droeg de staart vermoedelijk een waaier van pronkveren.
In de borstkas maken de voorste drie paren ribben contact met sternale ribben van het borstbeen, zodat een vrij stijf geheel ontstaat. De hele romp van Velociraptor is weinig buigzaam. De derde tot en met zevende rib hebben aan de buitenkant schuin naar achteren en omhoog staande haakvormige ribuitsteeksels, processus uncinati. De eerste drie zijn erg lang en overlappen drie ribben; de achterste twee overlappen twee ribben. Deze haken, die ook bij vogels voorkomen, dienen als hefbomen voor de externe intercostaalspieren en ondersteunen zo de ademhaling. Achter het borstbeen wordt de onderkant van de buikholte verstijfd door een kooi van twaalf paar buikribben. Die bestaan uit korte middenstukken die met hun afgeplatte uiteinden articuleren met langere zijstukken.

##### Ledematen

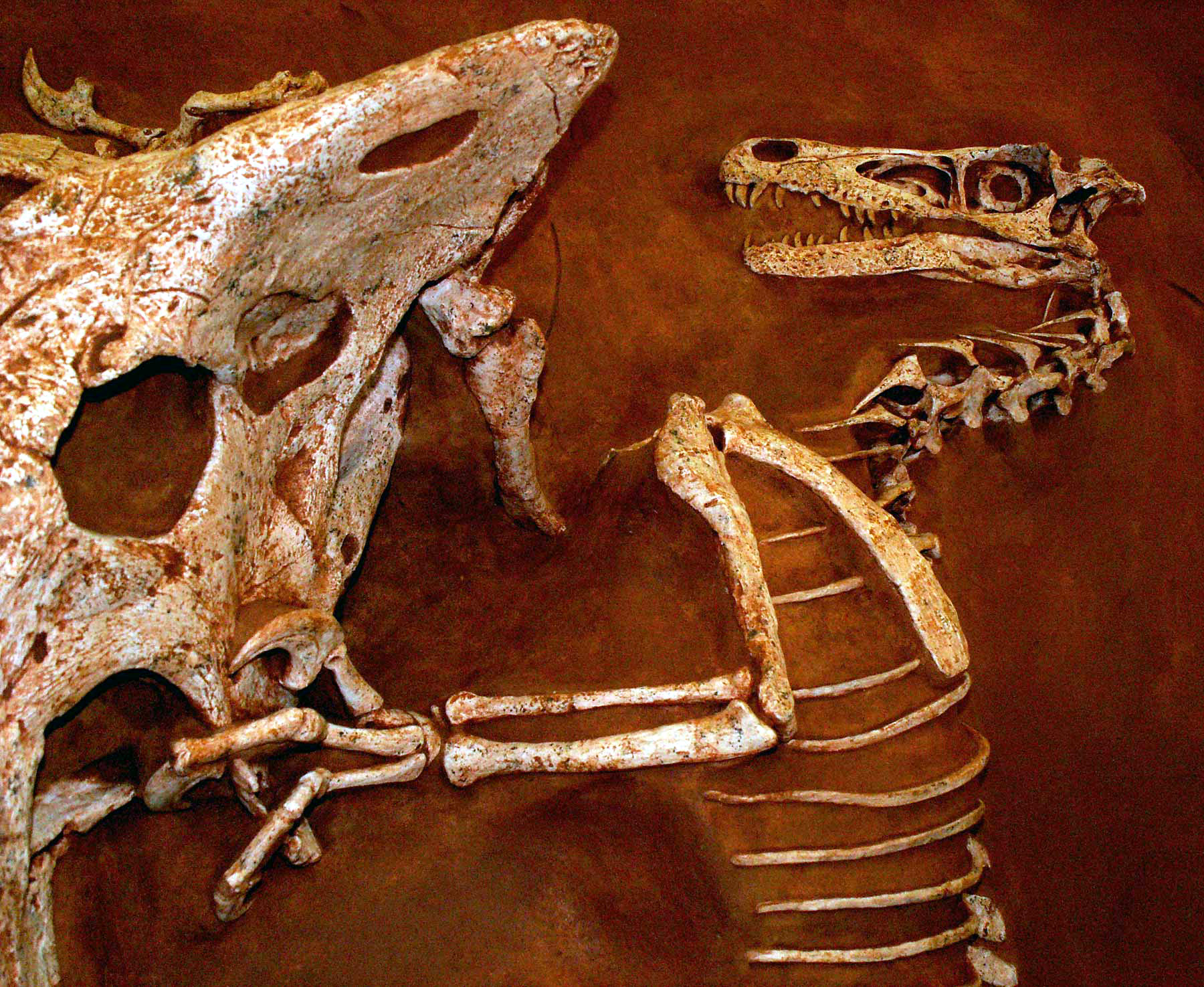
Deze replica van IGM 100/25 laat zien dat de schouder vrij horizontaal bleef, ook als er een hele protoceratops aan hing

In de schoudergordel ligt het schouderblad vrijwel horizontaal doordat het een L-vormige hoek maakt met het onderliggende ravenbeksbeen. Het schouderblad is lang en dun, verwijdt iets naar achteren en draait iets om zijn lengteas zodat het buitenste oppervlak achteraan waar het op de borstkas rust, naar boven gericht is en vooraan meer zijwaarts. Daar vormt het schouderblad samen met het grote en rechthoekige ravenbeksbeen een zijwaarts en iets naar beneden en naar achteren gericht schoudergewricht dat vrij diep is met hoge opstaande richels aan bovenste achterrand en de onderste voorrand. Bovenop beide schouderbladen rust een dun vorkbeen dat de vorm heeft van een boemerang en waarvan de takken een hoek van honderdzeven graden met elkaar maken; op hun raakvlak is er middenin een klein puntig uitsteeksel. De uiteinden van het vorkbeen raken verheffingen op de schouderbladen, de processus acromiales. De ravenbeksbeenderen zijn onderaan verbonden met trapeziumvormige borstbeenderen met een holle buitenrand die samen een vlakke plaat vormen; ieder borstbeen draagt drie nauw aaneengesloten sternale ribben, ieder met een apart gewrichtje.
De armen zijn lang en dragen grote klauwen om een prooi mee te grijpen. De armlengte bedraagt ongeveer vijfenzestig procent van de lengte van de achterpoot, wat bij een romplengte van veertig centimeter een vleugelspanwijdte van ongeveer een meter oplevert, als de slagpennen van de hand de handlengte nog eens verdubbelden. Ze konden in rust strak tegen het lichaam opgevouwen worden, zodat de vleugel niet beschadigd raakte. Het vrij slanke opperarmbeen heeft een forse deltopectorale kam die een kwart van de lengte van de tamelijk rechte schacht beslaat. De schacht heeft aan de binnenzijde een lage en korte verhoging. De onderarm heeft zeventig procent van de lengte van de bovenarm en bestaat uit twee beenderen: de dikke en gebogen ellepijp en het dunnere spaakbeen. Bij de bovenkant van de ellepijp heeft de processus olecrani de vorm van een scherpe kiel en is sterk verruwd om als aanhechting te dienen voor de pees van de triceps. De drievingerige hand van Velociraptor is niet heel lang met vijfenzeventig procent van de voetlengte maar toch langer dan de onderarm. Een robuust eerste middenhandsbeen draagt een korte maar stevige eerste vinger met een grote duimklauw. Het tweede middenhandsbeen is het langst; het derde is iets korter maar veel dunner met een rechte schacht en zonder een onderste uitsteeksel op het bovenste gewrichtsfacet. De formule van de vingerkootjes is vanaf de eerste vinger tot met de ontbrekende vijfde 2-3-4-0-0. De tweede vinger is het langst, de derde korter door een sterk gereduceerd tweede kootje, waarvan het bovengewricht zo asymmetrisch is, dat het een zekere opponeerbaarheid van deze vinger toestaat zodat er misschien kleine objecten mee gegrepen werden. De handklauwen zijn vrij robuust en sterk gekromd. De klauwen van de tweede en derde vinger zijn korter dan de duimklauw.

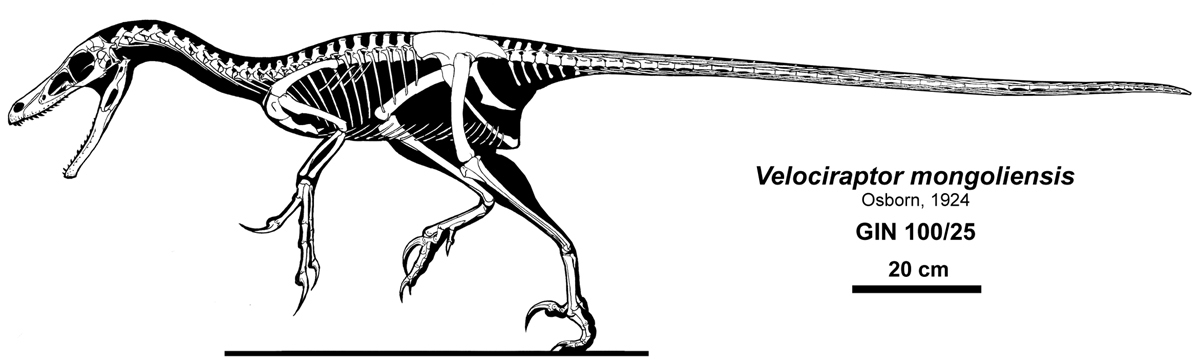
Een diagram van het skelet door Jaime Headden

In het bekken vormen de darmbeenderen links en rechts de verbinding tussen de achterpoten en de wervelkolom door via sacrale ribben vastgegroeid te zijn aan het heiligbeen. Aan het darmbeen hangen aan iedere kant de twee andere bekkenbeenderen: vooraan het schaambeen en achteraan het zitbeen. De drie beenderen omsluiten een gat dat als heupgewricht dient, waarin de kop van het dijbeen past. Het darmbeen heeft de vorm van een langwerpig horizontaal blad, waaraan belangrijke spiergroepen gehecht zijn die het dijbeen en onderbeen bewegen. Bij Velociraptor heeft dat blad een licht bolle bovenkant en is het stuk vóór het heupgewricht vrij kort, eindigend in een kleine afhangende punt. Het achterdeel is langer en eindigt in een naar achteren gerichte punt. Aan de interne, van de wervelkolom afgerichte, zijde van de onderste binnenkant van het achterblad bevindt zich een bijzonder sterk uitstekend vlak, dat als aanhechting dient voor de bovenste tak van een staartspier, de Musculus caudofemoralis brevis. Het schaambeen ondersteunt de achterkant van de buikholte. Het is lang en staat zoals bij alle dromaeosauriden vrij sterk naar achteren gericht, in dit geval zelfs onder een stompe hoek van 155° met het darmbeenblad. De functie hiervan is niet helemaal duidelijk; bij de vogels waar dit algemene kenmerk ook voorkomt, wordt het wel gezien als een aanpassing om de gewichtsverdeling tijdens het vliegen te verbeteren. Aan de voorrand van de vrij brede basis van het schaambeen bevindt zich in de hoek met het darmbeen een bolle verheffing, de aanhechting voor een spier, de Musculus ambiens, net als bij de huidige loopvogels. Het schaambeen eindigt in een verbreding, een 'voet', die hier alleen achterste, door de stand van de schacht schuin omhoogstekend, uitsteeksel heeft terwijl de voorrand sterk afgerond is. Beide schaambeenderen zijn over een groot deel van hun lengte vergroeid. De zitbeenderen ondersteunen de cloaca; ze zijn korter dan de schaambeenderen en steken bij Velociraptor ook minder ver naar achteren. Ze zijn bij de dromaeosauriden niet vergroeid, evenmin als bij de vogels. Het zitbeen heeft een vlakke buitenste zijkant en een lange naar achteren gerichte punt. De voorrand draagt vrij laag, op driekwart van de lengte, een driehoekig uitsteeksel, de processus obturatorius, dat ook iets naar binnen gericht is. Dichter bij de basis steekt nog een tweede bijlvormig uitsteeksel naar voren.
Het dijbeen is wat korter dan het onderbeen. Het is middenin opvallend naar voren gebogen, als bij de vogels. Heel oude exemplaren van Velociraptor hebben aan de achterkant van de dijbeenschacht een uitsteeksel, de vierde trochanter, die de aanhechting vormt voor de grote retractorspier, de Musculus caudofemoralis longus, die van de basis van de staart af het dijbeen naar achteren trekt en het grootste gedeelte van de voortstuwende kracht van de achterpoot voor zijn rekening neemt. Bij de meeste dromaeosauriden is dit stuk glad. Het scheenbeen is recht met bovenaan de voorkant een duidelijke crista cnemialis, een uitsteeksel dat als hefboom dient om het onderbeen te strekken. Deze kam heeft een ongewone vorm: aan de buitenste zijkant bevindt zich een ruwe verhoging, van de voorrand gescheiden door een groeve. Het tweede bot in het onderbeen, het kuitbeen, is onderaan heel dun; het is geen belangrijk dragend element meer. In de enkel is het sprongbeen soms met het calcaneum vergroeid; de onderste enkelbeenderen versmelten bij oudere individuen met de middenvoetsbeenderen tot een tarsometatarsus.
De middenvoet die bij het lopen normaal de grond niet raakte, heeft nog een rudimentair vijfde middenvoetsbeen, een beensplinter die geen teen meer draagt. Aan de binnenkant steekt een korte eerste teen iets zijdelings uit; ook deze kon de grond niet bereiken. Van de drie dragende middenvoetsbeenderen is het middelste en langste, het derde, bovenaan iets toegeknepen door de andere twee, zonder echter helemaal van het voorste oppervlak weggedrongen te worden. Een echte zogenaamde 'arctometatarsale' toestand, die vaak als een aanpassing aan een zeer snel loopvermogen wordt gezien, ontbrak dus. De voet draagt aan de tweede teen een zeer grote sikkelklauw, die normaal in een opgetrokken stand gehouden werd, zodat de scherpe punt ervan niet bot werd. Het eerste en tweede kootje van de tweede teen hebben speciale aanpassingen in de gewrichten om die stand mogelijk te maken. Deze klauw, lang en nauw, kon gebruikt worden als een dodelijk steekwapen. De grootste gevonden klauw heeft een lengte van 67 mm; met de hoornschacht mee zou hij dan zo'n tien centimeter lang geweest zijn. Velociraptor kon dus slechts lopen op de derde en vierde teen. De formule van de teenkootjes, inclusief de klauwen, is van de eerste teen tot en met de ontbrekende vijfde: 2-3-4-5-0.

### Kenmerken vanVelociraptor osmolskae

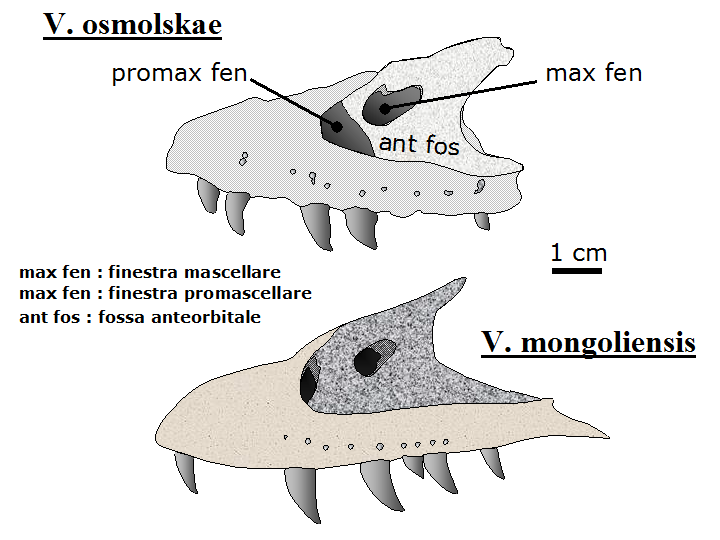
Het verschil tussen de maxillae van V. mongoliensis en V. osmolskae

De aparte soort Velociraptor osmolskae werd benoemd omdat de fossielen daarvan enkele kenmerken hebben die haar ten opzichte van V. mongoliensis onderscheiden. De maxilla, een bot uit de bovenkaak, heeft een langere voorste tak; het hele bot is daardoor achtendertig procent langer dan hoog. Deze maxilla heeft vooraan, in de uitholling, fossa, voor de grote schedelopening, de fenestra antorbitalis, twee kleinere openingen waarvan de voorste, de fenestra promaxillaris, ongewoon groot is, ongeveer met dezelfde omvang als de achterste fenestra maxillaris, en druppelvormig van omtrek. De lange as van deze opening staat haaks op de bovenrand van de maxilla, terwijl die bij de achterste opening juist daaraan evenwijdig loopt. De maxilla draagt tien tanden. De achterste snijrand van het spits van die tanden is glad maar de voorste snijrand toont heel korte kartelingen of vertandingen.
Volgens Turner waren de lange voorste tak van het bovenkaaksbeen en de tandkenmerken niet uniek.

## Fylogenie
De fylogenie, de plaats in de evolutionaire stamboom, van Velociraptor, is goed bekend: door het kunnen bestuderen van vrijwel het hele skelet kan een goede vergelijking gemaakt worden met mogelijke verwanten. De eerste indeling van Osborn, dat Velociraptor  tot de Megalosauridae zou behoren, is nu geheel verlaten. Binnen de Deinonychosauria behoort de soort meer bepaald tot de Dromaeosauridae. Per definitie is Velociraptor lid van een nog nauwer omschreven groep: de Velociraptorinae, waartoe mogelijkerwijs ook Deinonychus, Tsaagan en Saurornitholestes behoren.
Een mogelijk kladogram, volgens een analyse uit 2007, dat de positie van Velociraptor in de stamboom laat zien is het volgende:
|           | Shanag                                                  |
|           |                                                         |
|           | Buitreraptor                                            |
|           |                                                         |
| onbenoemd | \| \| Rahonavis \| \| \| \| \| \| Unenlagia \| \| \| \| |
|           | \| \| Rahonavis \| \| \| \| \| \| Unenlagia \| \| \| \| |
|           | Rahonavis                                               |
|           |                                                         |
|           | Unenlagia                                               |
|           |                                                         |

|  | Rahonavis |
|  |           |
|  | Unenlagia |
|  |           |

|  | Microraptor   |
|  |               |
|  | Graciliraptor |
|  |               |

|           | Shanag                                                  |
|           |                                                         |
|           | Buitreraptor                                            |
|           |                                                         |
| onbenoemd | \| \| Rahonavis \| \| \| \| \| \| Unenlagia \| \| \| \| |
|           | \| \| Rahonavis \| \| \| \| \| \| Unenlagia \| \| \| \| |
|           | Rahonavis                                               |
|           |                                                         |
|           | Unenlagia                                               |
|           |                                                         |

|  | Rahonavis |
|  |           |
|  | Unenlagia |
|  |           |

|  | Microraptor   |
|  |               |
|  | Graciliraptor |
|  |               |

|           | Saurornitholestes                                            |
|           |                                                              |
| onbenoemd | \| \| Deinonychus \| \| \| \| \| \| Velociraptor \| \| \| \| |
|           | \| \| Deinonychus \| \| \| \| \| \| Velociraptor \| \| \| \| |
|           | Deinonychus                                                  |
|           |                                                              |
|           | Velociraptor                                                 |
|           |                                                              |

|  | Deinonychus  |
|  |              |
|  | Velociraptor |
|  |              |

|           | Saurornitholestes                                            |
|           |                                                              |
| onbenoemd | \| \| Deinonychus \| \| \| \| \| \| Velociraptor \| \| \| \| |
|           | \| \| Deinonychus \| \| \| \| \| \| Velociraptor \| \| \| \| |
|           | Deinonychus                                                  |
|           |                                                              |
|           | Velociraptor                                                 |
|           |                                                              |

|  | Deinonychus  |
|  |              |
|  | Velociraptor |
|  |              |

|           | Adasaurus                                                   |
|           |                                                             |
|           | Dromaeosaurus                                               |
|           |                                                             |
| onbenoemd | \| \| Achillobator \| \| \| \| \| \| Utahraptor \| \| \| \| |
|           | \| \| Achillobator \| \| \| \| \| \| Utahraptor \| \| \| \| |
|           | Achillobator                                                |
|           |                                                             |
|           | Utahraptor                                                  |
|           |                                                             |

|  | Achillobator |
|  |              |
|  | Utahraptor   |
|  |              |

|           | Saurornitholestes                                            |
|           |                                                              |
| onbenoemd | \| \| Deinonychus \| \| \| \| \| \| Velociraptor \| \| \| \| |
|           | \| \| Deinonychus \| \| \| \| \| \| Velociraptor \| \| \| \| |
|           | Deinonychus                                                  |
|           |                                                              |
|           | Velociraptor                                                 |
|           |                                                              |

|  | Deinonychus  |
|  |              |
|  | Velociraptor |
|  |              |

|           | Saurornitholestes                                            |
|           |                                                              |
| onbenoemd | \| \| Deinonychus \| \| \| \| \| \| Velociraptor \| \| \| \| |
|           | \| \| Deinonychus \| \| \| \| \| \| Velociraptor \| \| \| \| |
|           | Deinonychus                                                  |
|           |                                                              |
|           | Velociraptor                                                 |
|           |                                                              |

|  | Deinonychus  |
|  |              |
|  | Velociraptor |
|  |              |

|           | Adasaurus                                                   |
|           |                                                             |
|           | Dromaeosaurus                                               |
|           |                                                             |
| onbenoemd | \| \| Achillobator \| \| \| \| \| \| Utahraptor \| \| \| \| |
|           | \| \| Achillobator \| \| \| \| \| \| Utahraptor \| \| \| \| |
|           | Achillobator                                                |
|           |                                                             |
|           | Utahraptor                                                  |
|           |                                                             |

|  | Achillobator |
|  |              |
|  | Utahraptor   |
|  |              |

|           | Shanag                                                  |
|           |                                                         |
|           | Buitreraptor                                            |
|           |                                                         |
| onbenoemd | \| \| Rahonavis \| \| \| \| \| \| Unenlagia \| \| \| \| |
|           | \| \| Rahonavis \| \| \| \| \| \| Unenlagia \| \| \| \| |
|           | Rahonavis                                               |
|           |                                                         |
|           | Unenlagia                                               |
|           |                                                         |

|  | Rahonavis |
|  |           |
|  | Unenlagia |
|  |           |

|  | Microraptor   |
|  |               |
|  | Graciliraptor |
|  |               |

|           | Shanag                                                  |
|           |                                                         |
|           | Buitreraptor                                            |
|           |                                                         |
| onbenoemd | \| \| Rahonavis \| \| \| \| \| \| Unenlagia \| \| \| \| |
|           | \| \| Rahonavis \| \| \| \| \| \| Unenlagia \| \| \| \| |
|           | Rahonavis                                               |
|           |                                                         |
|           | Unenlagia                                               |
|           |                                                         |

|  | Rahonavis |
|  |           |
|  | Unenlagia |
|  |           |

|  | Microraptor   |
|  |               |
|  | Graciliraptor |
|  |               |

|           | Saurornitholestes                                            |
|           |                                                              |
| onbenoemd | \| \| Deinonychus \| \| \| \| \| \| Velociraptor \| \| \| \| |
|           | \| \| Deinonychus \| \| \| \| \| \| Velociraptor \| \| \| \| |
|           | Deinonychus                                                  |
|           |                                                              |
|           | Velociraptor                                                 |
|           |                                                              |

|  | Deinonychus  |
|  |              |
|  | Velociraptor |
|  |              |

|           | Saurornitholestes                                            |
|           |                                                              |
| onbenoemd | \| \| Deinonychus \| \| \| \| \| \| Velociraptor \| \| \| \| |
|           | \| \| Deinonychus \| \| \| \| \| \| Velociraptor \| \| \| \| |
|           | Deinonychus                                                  |
|           |                                                              |
|           | Velociraptor                                                 |
|           |                                                              |

|  | Deinonychus  |
|  |              |
|  | Velociraptor |
|  |              |

|           | Adasaurus                                                   |
|           |                                                             |
|           | Dromaeosaurus                                               |
|           |                                                             |
| onbenoemd | \| \| Achillobator \| \| \| \| \| \| Utahraptor \| \| \| \| |
|           | \| \| Achillobator \| \| \| \| \| \| Utahraptor \| \| \| \| |
|           | Achillobator                                                |
|           |                                                             |
|           | Utahraptor                                                  |
|           |                                                             |

|  | Achillobator |
|  |              |
|  | Utahraptor   |
|  |              |

|           | Saurornitholestes                                            |
|           |                                                              |
| onbenoemd | \| \| Deinonychus \| \| \| \| \| \| Velociraptor \| \| \| \| |
|           | \| \| Deinonychus \| \| \| \| \| \| Velociraptor \| \| \| \| |
|           | Deinonychus                                                  |
|           |                                                              |
|           | Velociraptor                                                 |
|           |                                                              |

|  | Deinonychus  |
|  |              |
|  | Velociraptor |
|  |              |

|           | Saurornitholestes                                            |
|           |                                                              |
| onbenoemd | \| \| Deinonychus \| \| \| \| \| \| Velociraptor \| \| \| \| |
|           | \| \| Deinonychus \| \| \| \| \| \| Velociraptor \| \| \| \| |
|           | Deinonychus                                                  |
|           |                                                              |
|           | Velociraptor                                                 |
|           |                                                              |

|  | Deinonychus  |
|  |              |
|  | Velociraptor |
|  |              |

|           | Adasaurus                                                   |
|           |                                                             |
|           | Dromaeosaurus                                               |
|           |                                                             |
| onbenoemd | \| \| Achillobator \| \| \| \| \| \| Utahraptor \| \| \| \| |
|           | \| \| Achillobator \| \| \| \| \| \| Utahraptor \| \| \| \| |
|           | Achillobator                                                |
|           |                                                             |
|           | Utahraptor                                                  |
|           |                                                             |

|  | Achillobator |
|  |              |
|  | Utahraptor   |
|  |              |

Sommige auteurs, zoals Gregory S. Paul, stellen dat Velociraptor, net als de rest van de Dromaeosauridae, niet zozeer een vogelachtige dinosauriër is, als wel een echte vogel in de meest strikte zin van het woord, die dus dichter bij de moderne vogels staat dan Archaeopteryx. Volgens dit alternatieve model is Velociraptor, of zijn voorouder, het vermogen om te vliegen secundair kwijtgeraakt, op een soortgelijke manier als struisvogels, terwijl oorspronkelijker dromaeosauriden misschien wel konden vliegen — Microraptor toont aan dat sommige althans een glijvlucht konden uitvoeren. Overigens impliceert het hebben van een vliegende voorouder niet dat men tot de vogels behoort.

## Levenswijze

### Leefgebied
Velociraptor leefde in een droge omgeving met veel duinen; de fossielen zijn van individuen die door stuifzand bedolven zijn, misschien tijdens een zandstorm. Het leefgebied wordt vaak omschreven als een woestijngebied waarin de enige plantengroei geconcentreerd was in oases. Velociraptor deelde zijn biotoop met andere dinosauriërs, behalve vleesetende theropoden als hijzelf, waaronder Saurornithoides en Mahakala ook planteneters zoals de ceratopiër Protoceratops andrewsi, de theropode Oviraptor en de ankylosauride Pinacosaurus grangeri. Deze laatste waren mogelijke prooidieren. V. osmolskae leefde in een iets andere fauna met de vleesetende theropode Linheraptor en de planteneters Protoceratops hellenikorhinus, Magnirostris dodsoni, Pinacosaurus mephistocephalus en Machairasaurus.

### Jachttactiek

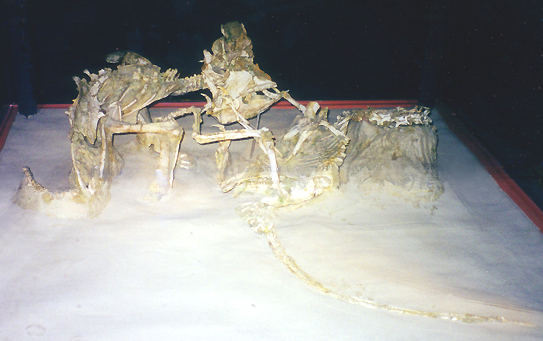
GIN 100/25: een velociraptor vecht met een protoceratops

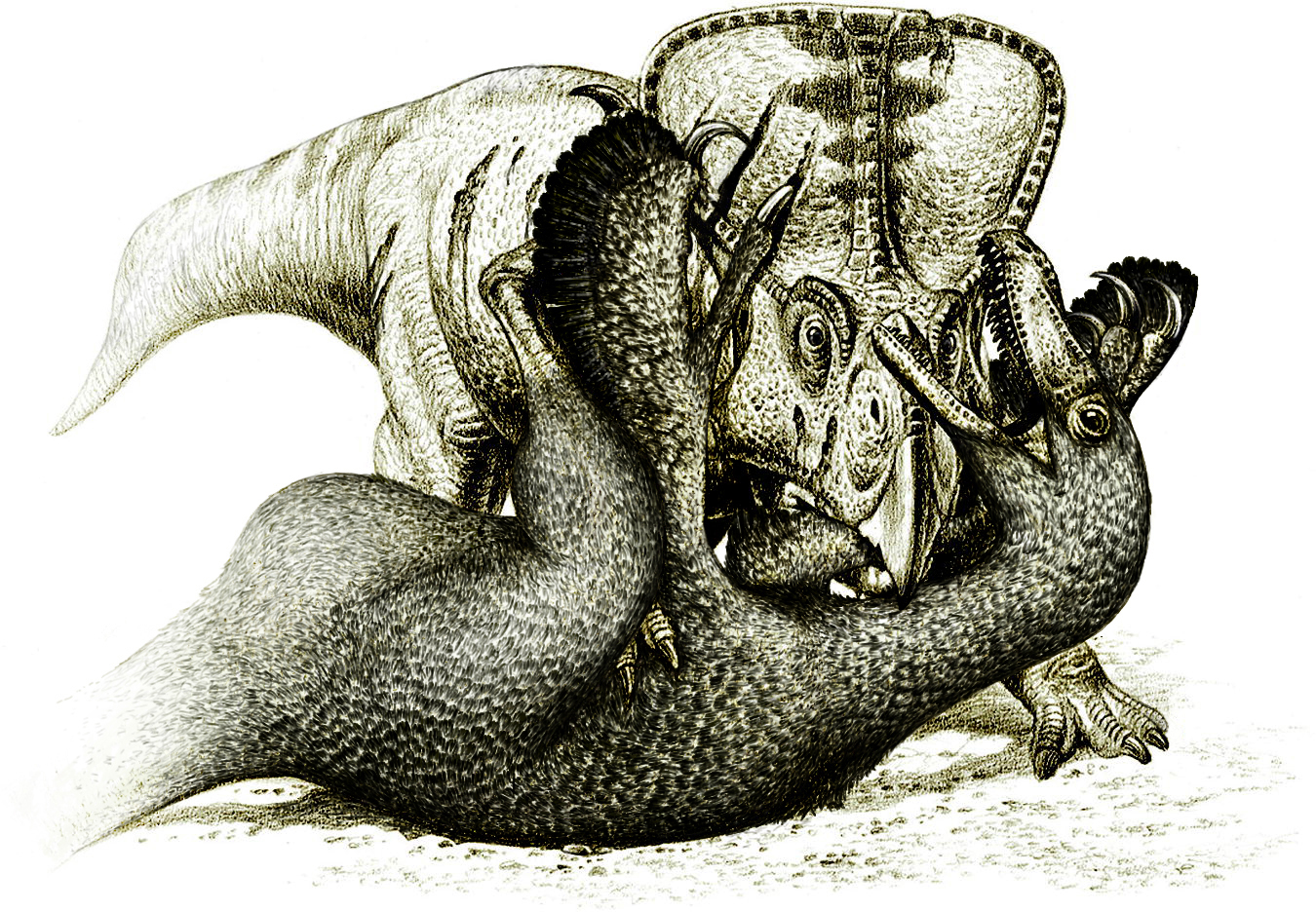
Een tekening die het gevecht uitbeeldt

Volgens Osborn had Velociraptor zulke grote handen om zijn prooi te grijpen; vandaar dat hij het Latijnse raptor in de naam opnam, dat letterlijk 'grijper' betekent. Osborn dacht dat die prooi dan levend door de lange muil van het dier verslonden werd. Tegenwoordige geleerden geloven inderdaad dat de handklauwen een speciale aanvalsfunctie hadden omdat ze ingericht zijn om naar voren en beneden een krachtige slag uit te voeren. De lange kop wordt nu echter meer gezien als een middel om met een zagende beweging de wonddiepte te vergroten. Het doel van de karakteristieke 'raptorklauw' en het feit dat de kleine Velociraptor relatief grote dieren bejoeg, wordt getoond door de beroemde vondst in 1971 van de Fighting Dinosaurs, specimen GIN 100/25 (tegenwoordig IGM 100/25) bestaande uit een velociraptor en een protoceratops die, in een strijd op leven en dood verwikkeld, door duinzand bedolven werden en in hun vechthouding gefossiliseerd. Terwijl de snavelbek van de planteneter de arm van de vleeseter in een fatale greep omklemt, klauwt de voet van Velociraptor in de nekwervels van Protoceratops. De klauw had dus vermoedelijk vooral een steekfunctie; bij Velociraptor was die ook rechter dan die van sommige verwante soorten, zoals Deinonychus.
Reeds bij de oorspronkelijke vondst van Velociraptor had vlak naast het fossiel een schedel van Protoceratops gelegen. Desalniettemin is het waarschijnlijk dat Velociraptor een belangrijk deel van zijn voedsel verkreeg door kleinere dieren te vangen, zoals zoogdieren en hagedissen. In 2010 werd de vondst gemeld van een bovenkaak van Protoceratops die knaagsporen van Velociraptor toonde, opnieuw een bewijs dat de eerste op het menu stond van de laatste. Omdat de kaak weinig gespierd was en dus ook niet veel voedsel op kon leveren, zou het knabbelen in een laat stadium van de consumptie hebben plaatsgevonden.
Vaak wordt Velociraptor ten tonele gevoerd als een dier dat in groepen joeg. Hiervoor zijn echter geen speciale aanwijzingen. Er zijn geen opeenhopingen van skeletten gevonden en ook geen broedkolonies of nesten eieren die een indruk zouden kunnen geven van een mogelijk sociaal leven.

## Optreden inJurassic Park
Velociraptor heeft een grotere bekendheid gekregen bij het publiek door Steven Spielbergs fictie-film Jurassic Park. De hier getoonde dieren zijn echter veel groter gemaakt dan de werkelijke Velociraptor en benaderen meer de omvang van een ander lid van de Dromaeosauridae: Utahraptor. Dit wordt gedeeltelijk verklaard door het feit dat schrijver Michael Crichton Gregory S. Paul volgde in het toewijzen van de grotere Deinonychus aan het geslacht Velociraptor. Een door Paul zelf betreurd effect hiervan is dat kleine maniraptore roofsauriërs sindsdien met de verzamelterm raptors worden aangeduid, hoewel dat woord in het Engels eigenlijk alleen 'roofvogels' betekent.
Ook in andere details was de film weinig waarheidsgetrouw. De 'raptors' hebben in Jurassic Park een onrealistisch uiterlijk, aangezien ze zijn afgebeeld met een huid van schubben — hoewel 'Dr. Alan Grant' (Sam Neill) in het begin wel de mogelijkheid van vleugels aanstipt. Men durfde het op zich wel aan om een, in 1993 nog niet door vondsten bewezen, verenkleed te tonen maar het bleek te bewerkelijk. In Jurassic Park III worden de laatste bevindingen toegepast en zijn de 'raptors' gevederd, hoewel de structuur van de veren nog afwijkend is van wat uit latere fossielen bekend werd. In dezelfde film wordt verteld dat velociraptors net zo intelligent als primaten zijn. Ook dat is onaannemelijk: er zijn geen aanwijzingen dat Velociraptor intelligenter was dan bijvoorbeeld een struisvogel; wel is het nog onduidelijk hoe de intelligentie van vogels zich tot die van zoogdieren verhoudt, daar hun metabolisme hoger ligt en de hersenen een nogal afwijkende structuur hebben.
Door het succes van Jurassic Park zouden vele documentaires en populair-wetenschappelijke boeken aan Velociraptor gewijd worden.